# Marcel Cupák
Marcel Cupák (19. prosince 1973 Brno – 7. dubna 2025 Brno) byl československý fotbalový útočník. Jeho strýcem je Miloslav Kukla, taktéž bývalý fotbalový útočník.

## Fotbalová kariéra
Od mládežnických kategorií hrál za Zbrojovku Brno. V lize hrál za Zbrojovku Brno (1991–1993), v roce 1993 působil v FC Zlín a po návratu do Brna zde působil do roku 1997. Od roku 1997 do roku 1998 hrál za SK Sigma Olomouc a na jaře 1999 za SK České Budějovice. Od roku 1999 do roku 2001 hrál za FK Drnovice. V roce 2001 se vrátil do Brna. Po skončení aktivní kariéry pracuje jako trenér v nižších soutěžích, pracuje ve stavebnictví. V roce 2014 obnovil činnost a začal opět hrát za Sokol Křoví.
Celkem v nejvyšší soutěži odehrál 201 utkání a dal 34 gólů. V evropských pohárech odehrál 7 utkání a dal 2 góly. Za reprezentační tým do 21 let nastoupil v roce 1994 ke 3 utkáním a dal 1 gól.

## Ligová bilance
| Ročník                                     | Zápasy | Góly | Klub                  |
| ------------------------------------------ | ------ | ---- | --------------------- |
| 1. československá fotbalová liga 1990/1991 | 1      | 0    | FC Zbrojovka Brno     |
| 1. československá fotbalová liga 1992/1993 | 1      | 0    | FC Boby Brno          |
| 1. česká fotbalová liga 1993/1994          | 13     | 4    | FC Svit Zlín          |
| 1. česká fotbalová liga 1993/1994          | 13     | 1    | FC Boby Brno          |
| 1. česká fotbalová liga 1994/1995          | 22     | 8    | FC Boby Brno          |
| 1. česká fotbalová liga 1995/1996          | 30     | 5    | FC Boby Brno          |
| 1. česká fotbalová liga 1996/1997          | 23     | 2    | FC Boby Brno          |
| Gambrinus liga 1997/1998                   | 21     | 1    | SK Sigma Olomouc      |
| Gambrinus liga 1998/1999                   | 2      | 0    | SK Sigma Olomouc      |
| Gambrinus liga 1999/2000                   | 30     | 7    | FC Petra Drnovice     |
| Gambrinus liga 2000/2001                   | 26     | 5    | FK Drnovice           |
| Gambrinus liga 2001/2002                   | 17     | 1    | FC Stavo Artikel Brno |
| Gambrinus liga 2002/2003                   | 2      | 0    | 1. FC Brno            |
| CELKEM                                     | 201    | 34   |                       |